# قواعد صناعة الفلم
قواعد صناعة الفيلم في الفيلم، تعرف على انها:الإطار وهي صورة ثابتة وهو مماثل لرسالة، اللقطة هي تسجيل مستمر بواسطة الكاميرا. وهو مماثل لكلمة، المشهد عبارة عن سلسلة من اللقطات ذات الصلة. وهو مماثل للجملة. يتم وصف دراسة الانتقالات بين المشاهد في علامات ترقيم الفيلم، التسلسل عبارة عن سلسلة من المشاهد التي تحكي جزءًا كبيرًا من قصة كاملة في نفس الوقت، مثل تلك الموجودة في فيلم كامل. وهو مشابه لفقرة.

## نبذة
من الأفضل فهم مصطلح «قواعد صناعة الفيلم» على أنه استعارة إبداعية، نظرًا لأن عناصر قواعد صناعة الفيلم الموصوفة أعلاه لا تقف في أي علاقة دقيقة في القياس مع مكونات القواعد كما يفهمها علم فقه اللغة أو علم اللغة الحديث.
يُدعى د.دافيد غريفث بأبو قواعد صناعة الأفلام. جريفيث كان شخصية رئيسية في إنشاء مجموعة الرموز التي أصبحت عمود اساسي للغة السينما في العالم. اثر بشكل خاص في الترويج لـ «الشاملة» — باستخدام تحرير الفيلم للتبديل بين الأحداث المختلفة التي تحدث في نفس الوقت — من أجل إثارة التشويق. لا يزال يستخدم العديد من العناصر من النمط «البدائي» لصناعة الأفلام التي سبقت نظام الاستمرارية في هوليوود الكلاسيكية، مثل التدريج المباشر، والإيماءات المبالغ فيها، والحد الأدنى من حركة الكاميرا، وانعداملقطات وجهة النظر. يدعي البعض أيضًا أنه «اخترع» اللقطة المقربة للتصوير.
من الواجب مشاركة الفضل في ابتكارات جريفيث السينمائية مع مصوره لعدة سنوات، بيلي بيتزر. إضافةً إلى ذلك، كان ينسب الفضل إلى النجمة الصامتة الأسطورية ليليان غيش، التي ظهرت في العديد من أفلامه، مع ابتكار أسلوب جديد في التمثيل للسينما.

## روابط خارجية
- Chandler، Daniel. "Grammar of Television and Film". Visual-memory.co.uk. مؤرشف من الأصل في 2021-01-26.